# Vojin Dimitrijević
Vojin Dimitrijević (serbio: Војин Димитријевић; 9 de julio de 1932-5 de octubre de 2012) fue un activista serbio de derechos humanos y experto en derecho internacional. Fue fundador y director del Centro de Derechos Humanos de Belgrado —una organización que se opone al gobierno de Slobodan Milošević—. Fue miembro del Instituto de Derecho Internacional, recibió doctorados honorarios en derecho de la Universidad McGill y de la Universidad de Kent, y fue un caballero de la Legión de Honor francesa.

## Biografía
Vojin Dimitrijević nació el 9 de julio de 1932 en Rijeka (entonces en Italia, hoy en Croacia).
En 1956 se graduó en la Facultad de Derecho de la Universidad de Belgrado, donde también obtuvo su doctorado en 1965 y continuó trabajando como profesor desde 1960 hasta 1998. Se le ordenó que se jubilara prematuramente en 1998, mientras que en el rango de profesor titular, Debido a su oposición a la Ley de Universidades recién aprobada y represiva. Desde 1995 fue director del Centro de Derechos Humanos de Belgrado, y desde 2005 profesor en la Facultad de Derecho de la Union University en Belgrado. Dimitrijević también fue profesor visitante en las universidades de Split, Sarajevo, Virginia, Oslo y Lund.
Desde 2000, fue miembro de la Comisión de Venecia sobre Democracia a través de la Ley del Consejo de Europa, mientras que desde 2001 fue miembro de la Corte Permanente de Arbitraje de La Haya. Fue comisionado de la Comisión Internacional de Juristas desde 2003, y desde 2006 miembro de su comité ejecutivo. También fue miembro y vicepresidente del Comité de Derechos Humanos de la ONU (1983–1994), y se desempeñó como juez ad hoc en la Corte Internacional de Justicia (2001-2003).
Dimitrijević fue presidente de la rama yugoslava de la Asociación de Derecho Internacional (2001-2003) y miembro del Consejo Anticorrupción del Gobierno de la República de Serbia (2001-2004). Fue uno de los fundadores del Foro Serbio para las Relaciones Internacionales (en 1995) y del Club Político de los Balcanes (en 2001), y fue miembro del Centro PEN de Serbia desde 1986.